# Seznam dílů seriálu 101 dalmatinů
Toto je seznam dílů seriálu 101 dalmatinů. Americký animovaný televizní seriál 101 dalmatinů (v anglickém originále 101 Dalmatians: The Series) vysílala stanice ABC v letech 1997–1998. Premiérové vysílání obou řad se v USA překrývalo a označení za první či druhou řadu se různí. Celkem vzniklo a bylo odvysíláno 65 dílů zhruba po 25 minutách, mnoho z nich rozdělených na dva samostatné příběhy. TV Nova vysílala v roce 2001 pouze díly z 52dílné řady seriálu. Česká televize uvedla nejprve 52dílnou řadu premiérově v zimě 2011–2012 na ČT1 a poté zbylou 13dílnou řadu na jaře 2015 na ČT :D.

## Seznam dílů

### První řada (1997–1998)
| Č. v seriálu | Č. v řadě | Původní název                                   | Český název                                            | Premiéra v USA     | Premiéra v ČR (ČT :D) | Řazení ČT |
| ------------ | --------- | ----------------------------------------------- | ------------------------------------------------------ | ------------------ | --------------------- | --------- |
| 1            | 1         | Home is Where the Bark Is                       | Jak to všechno začalo                                  | 13. září 1997      | 3. března 2015        | 2-04      |
| 2            | 2         | Full Metal Pullet / Dough the Right Thing       | Obrněné kuře / Udělat správnou věc                     | 20. září 1997      | 2. března 2015        | 2-03      |
| 3            | 3         | He Followed Me Home / Love 'Em and Flea 'Em     | Šel za mnou až domů / Milovat a odblešovat             | 27. září 1997      | 5. března 2012        | 1-47      |
| 4            | 4         | Howl Noon / Easy on the Lies                    | V dravé poledne / Pozor na lži                         | 4. října 1997      | 6. března 2012        | 1-48      |
| 5            | 5         | Two for the Show / An Officer and a Gentledog   | Na to musí být dva / Smysl pro fair play               | 11. října 1997     | 4. března 2015        | 2-05      |
| 6            | 6         | Bad to the Bone / Southern Fried Cruella        | Zlý až na kost / Cruella farmářkou                     | 18. října 1997     | 5. března 2015        | 2-06      |
| 7            | 7         | Swine Song / Watch for Falling Idols            | Sviní píseň / Pozor na padající idoly                  | 25. října 1997     | 6. března 2015        | 2-07      |
| 8            | 8         | The High Price of Fame / The Great Cat Invasion | Vysoká cena za slávu / Velká kočičí invaze             | 1. listopadu 1997  | 7. března 2015        | 2-08      |
| 9            | 9         | No Train, No Gain                               | Ani vagon nazmar                                       | 8. listopadu 1997  | 8. března 2015        | 2-09      |
| 10           | 10        | Rolly's Egg-Celent Adventure / Wild Chick Chase | Cvalíkovo váječné dobrodružství / Ostře sledované kuře | 15. listopadu 1997 | 9. března 2015        | 2-10      |
| 11           | 11        | The Dogs of De Vil / Dog's Best Friend          | Nepovedený piknik / Nejlepší přítel psa                | 22. listopadu 1997 | 10. března 2015       | 2-11      |
| 12           | 12        | A Christmas Cruella                             | Vánoční Cruella                                        | 20. prosince 1997  | 12. března 2015       | 2-13      |
| 13           | 13        | Out to Launch / Prophet and Loss                | Na start / Falešný prorok                              | 10. ledna 1998     | 11. března 2015       | 2-12      |

### Druhá řada (1997–1998)
| Č. v seriálu | Č. v řadě | Původní název                                        | Český název                                          | Premiéra v USA     | Premiéra v ČR (ČT1) | Řazení ČT |
| ------------ | --------- | ---------------------------------------------------- | ---------------------------------------------------- | ------------------ | ------------------- | --------- |
| 14           | 1         | You Slipped a Disk / Chow About That?                | Vypadla ti disketa / Když je hlad                    | 1. září 1997       | 20. prosince 2011   | 1-01      |
| 15           | 2         | Tic Track Toe / Lucky All-Star                       | Závody / Štístko je hvězda                           | 2. září 1997       | 2. ledna 2012       | 1-02      |
| 16           | 3         | Shake, Rattle, and Woof / Cadpig Behind Bars         | Toč se, vrť se a štěkej / Mrně za mřížemi            | 3. září 1997       | 12. ledna 2012      | 1-10      |
| 17           | 4         | Leisure Lawsuit / Purred It Through the Grapevine    | Žaloba se nekoná / Jedna paní povídala               | 4. září 1997       | 4. ledna 2012       | 1-04      |
| 18           | 5         | Our Own Digs / Goose Pimples                         | Mít vlastní bydlení / Husí kůže                      | 5. září 1997       | 5. ledna 2012       | 1-05      |
| 19           | 6         | Two Faces of Anita                                   | Dvě tváře Anity                                      | 8. září 1997       | 13. února 2012      | 1-32      |
| 20           | 7         | The Fungus Among Us                                  | Houby mezi námi                                      | 9. září 1997       | 1. února 2012       | 1-24      |
| 21           | 8         | Market Mayham / Lucky to be Alone                    | Poprask v superkmarketu / Krásné je být sám          | 10. září 1997      | 3. ledna 2012       | 1-03      |
| 22           | 9         | Four Stories Up                                      | Čtyři různé příběhy                                  | 11. září 1997      | 11. ledna 2012      | 1-09      |
| 23           | 10        | It's a Swamp Thing / Roll Out the Pork Barrel        | Ach, ta bažina / Vyvalte Cvaldovi sudy               | 12. září 1997      | 17. ledna 2012      | 1-13      |
| 24           | 11        | Alive N' Chicken / Prima Doggy                       | Živa a kuře / Primadona                              | 15. září 1997      | 10. února 2012      | 1-31      |
| 25           | 12        | You Say It's Your Birthday                           | Řekněme, že máte narozeniny                          | 16. září 1997      | 9. ledna 2012       | 1-07      |
| 26           | 13        | Oozy Does It / Barnboozled                           | Opatrně / Napálená                                   | 17. září 1997      | 30. ledna 2012      | 1-22      |
| 27           | 14        | Citizen Canine                                       | Občan pes                                            | 18. září 1997      | 18. ledna 2012      | 1-14      |
| 28           | 15        | Full Metal Pullet / Dough the Right Thing            |                                                      | 20. září 1997      |                     |           |
| 29           | 16        | Frisky Business / Cadet of the Month                 | Rozpustilá záležitost / Kadet měsíce                 | 22. září 1997      | 10. ledna 2012      | 1-08      |
| 30           | 17        | Valentine Daze                                       | Kouzlo Svatého Valentýna                             | 23. září 1997      | 24. ledna 2012      | 1-18      |
| 31           | 18        | Close but no Cigar / Invasion of the Doggy Snatchers | Těsně vedle / Invaze psích únosců                    | 25. září 1997      | 2. února 2012       | 1-25      |
| 32           | 19        | Smoke Detectors / Lobster Tale                       | Detektory kouře / Příběh humra                       | 26. září 1997      | 20. ledna 2012      | 1-16      |
| 33           | 20        | Double Dog Dare / Mooove It On Over                  | Bobřík odvahy / Koukej posunout                      | 29. září 1997      | 6. ledna 2012       | 1-06      |
| 34           | 21        | Shipwrecked                                          | Ztroskotání                                          | 1. října 1997      | 16. ledna 2012      | 1-12      |
| 35           | 22        | Mall Pups                                            | Štěňata v obchodním domě                             | 3. října 1997      | 26. ledna 2012      | 1-20      |
| 36           | 23        | Shrewzle Watch / The Life You Save                   | Pozorování Rejskorky / Zachráněný život              | 6. října 1997      | 27. ledna 2012      | 1-21      |
| 37           | 24        | Spots and Shots / On the Lamb                        | Strach z očkování / Beránek na útěku                 | 13. října 1997     | 23. ledna 2012      | 1-17      |
| 38           | 25        | Treasure of Swamp Island / Lord of the Termites      | Poklad na ostrově / Pán termitů                      | 20. října 1997     | 13. ledna 2012      | 1-11      |
| 39           | 26        | Fountain of Youth / Walk a Mile in my Tracks         | Fontána mládí / Na chvíli v mé kůži                  | 30. října 1997     | 19. ledna 2012      | 1-15      |
| 40           | 27        | Cruella World                                        | Cruellin svět                                        | 31. října 1997     | 6. února 2012       | 1-27      |
| 41           | 28        | Hail to the Chief / Food for Thought                 | Sláva tobě / Potrava pro mozek                       | 3. listopadu 1997  | 9. února 2012       | 1-30      |
| 42           | 29        | The Maltese Chicken                                  | Maltézské kuře                                       | 7. listopadu 1997  | 31. ledna 2012      | 1-23      |
| 43           | 30        | Film Fatale / My Fair Chicken                        | Fatální záležitost / Mé férové kuře                  | 10. listopadu 1997 | 7. února 2012       | 1-28      |
| 44           | 31        | Snow Bounders / Gnaw or Never                        | Sněžné vězení / Závislost                            | 11. listopadu 1997 | 25. ledna 2012      | 1-19      |
| 45           | 32        | Poison Ivy / Twelve Angry Pups                       | Otravná Ivy / Dvanáct rozzlobených štěňat            | 14. listopadu 1997 | 3. února 2012       | 1-26      |
| 46           | 33        | The Good-bye Chick                                   | Nashledanou kuře                                     | 17. listopadu 1997 | 15. února 2012      | 1-34      |
| 47           | 34        | Robo-Rolly / Splishing and Splashing                 | Robo Cvalík / Šplíchání a šplouchání                 | 20. listopadu 1997 | 17. února 2012      | 1-36      |
| 48           | 35        | Virtual Lucky                                        | Virtuální štístko                                    | 21. listopadu 1997 | 8. února 2012       | 1-29      |
| 49           | 36        | Cupid Pups                                           | Cupidova štěňata                                     | 24. listopadu 1997 | 20. února 2012      | 1-37      |
| 50           | 37        | The Artist Formerly Known as Spot / The Nose Knows   | Umělec původně známý pod jménem Puťka / Má na to nos | 25. listopadu 1997 | 14. února 2012      | 1-33      |
| 51           | 38        | K Is For Kibble                                      | P jako psí bašta                                     | 5. ledna 1998      | 16. února 2012      | 1-35      |
| 52           | 39        | Humanitarian of the Year                             | Dobrodinec roku                                      | 12. ledna 1998     | 23. února 2012      | 1-40      |
| 53           | 40        | Beauty Pageant Pandemonium / Hog-Tied                | Malá královna krásy / Bezmocná                       | 16. ledna 1998     | 27. února 2012      | 1-42      |
| 54           | 41        | Coup DeVil                                           | Útok de Vilů                                         | 19. ledna 1998     | 24. února 2012      | 1-41      |
| 55           | 42        | Every Little Crooked Nanny / Cone Head               | Falešná hospodyně / Límec                            | 30. ledna 1998     | 21. února 2012      | 1-38      |
| 56           | 43        | Channels / Un-Lucky                                  | Služební postup / Smolař                             | 6. února 1998      | 28. února 2012      | 1-43      |
| 57           | 44        | The Making Of...                                     | Jak se točilo                                        | 9. února 1998      | 22. února 2012      | 1-39      |
| 58           | 45        | Best of Show / Walk on the Wild Side                 | Psí přehlídka / Cvalík na scestí                     | 11. února 1998     | 1. března 2012      | 1-45      |
| 59           | 46        | Horace and Jasper's Big Career Move                  | Velká kariéra Horáce a Jaspera                       | 13. února 1998     | 28. února 2015      | 2-01      |
| 60           | 47        | DeVil-Age Elder                                      | Cruellin dávný předek                                | 16. února 1998     | 29. února 2012      | 1-44      |
| 61           | 48        | Jurassic Bark / My Fair Moochie                      | Jurský štěkot / Můj milovaný loudílek                | 20. února 1998     | 2. března 2012      | 1-46      |
| 62           | 49        | Dog Food Day Afternoon / Spot's Fairy God-Chicken    | Psí bašta / Puťčina dobrá víla                       | 23. února 1998     | 1. března 2015      | 2-02      |
| 63           | 50        | Good Neighbor Cruella / Animal House Party           | Dobrá sousedka Cruella / Zvířecí večírek             | 27. února 1998     | 7. března 2012      | 1-49      |
| 64           | 51        | Dalmatian Vacation, Part 1: Road Warriors            | Dalmatini mají prázdniny: Bojovníci na silnici       | 2. března 1998     | 8. března 2012      | 1-50      |
| 65           | 52        | Dalmatian Vacation, Part 2: Cross-Country Calamity   | Dalmatini mají prázdniny: Kalamita na cestách        | 3. března 1998     | 9. března 2012      | 1-51      |
| 66           | 53        | Dalmatian Vacation, Part 3: Dearly Beloved           | Dalmatini mají prázdniny: Drazí milovaní             | 4. března 1998     | 12. března 2012     | 1-52      |